# Cray-1

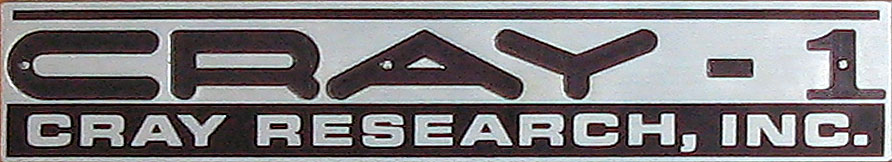
Logo der Cray-1

Die Cray-1 war der erste Supercomputer der Firma Cray, dessen Architektur vom Team um Seymour Cray entwickelt wurde. Seymour Cray war dabei für die Technologie der Vektor-Register zuständig. Die erste Cray-1 wurde 1976 am Los Alamos National Laboratory in Betrieb genommen.

## Geschichte

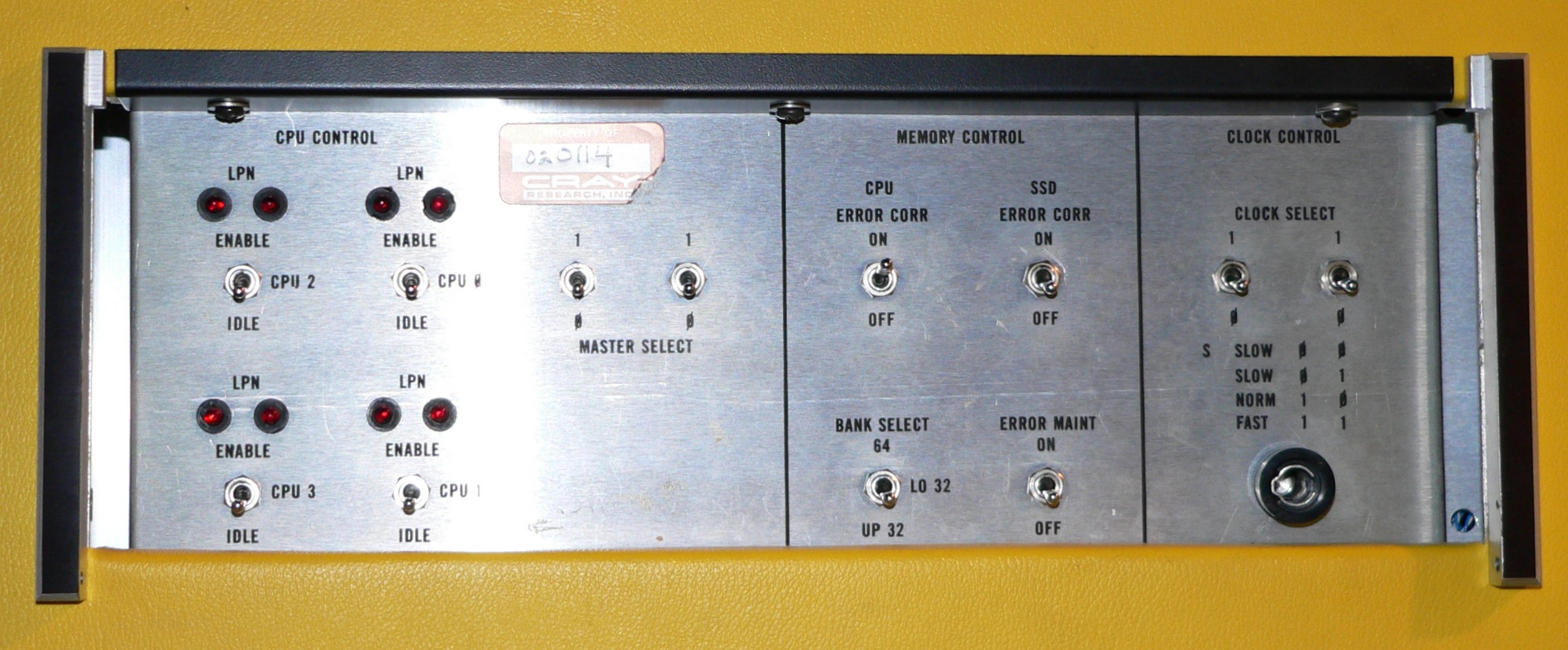
Kontrolleinheit der Cray-1

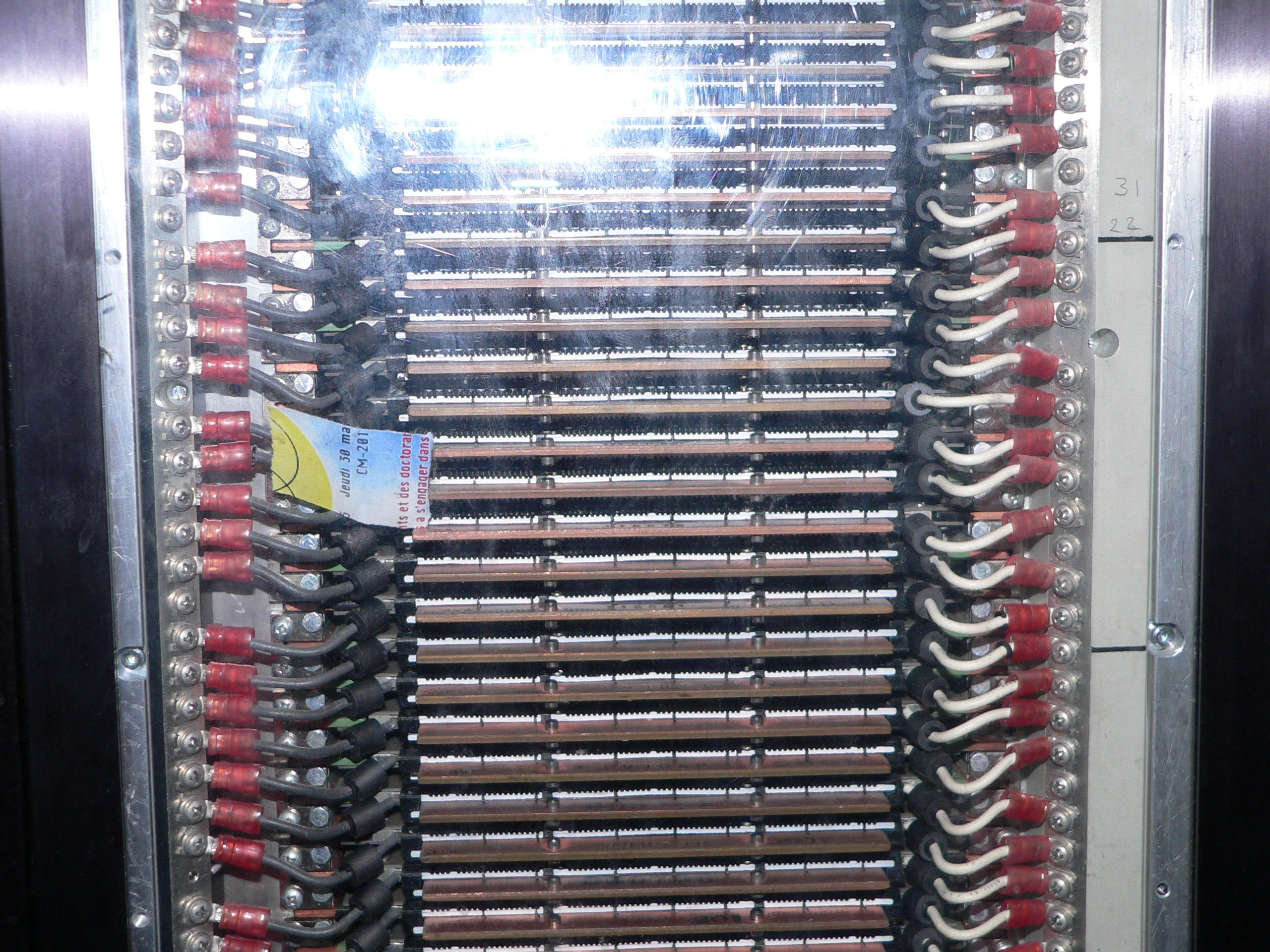
Logik-Recheneinheit der Cray-1

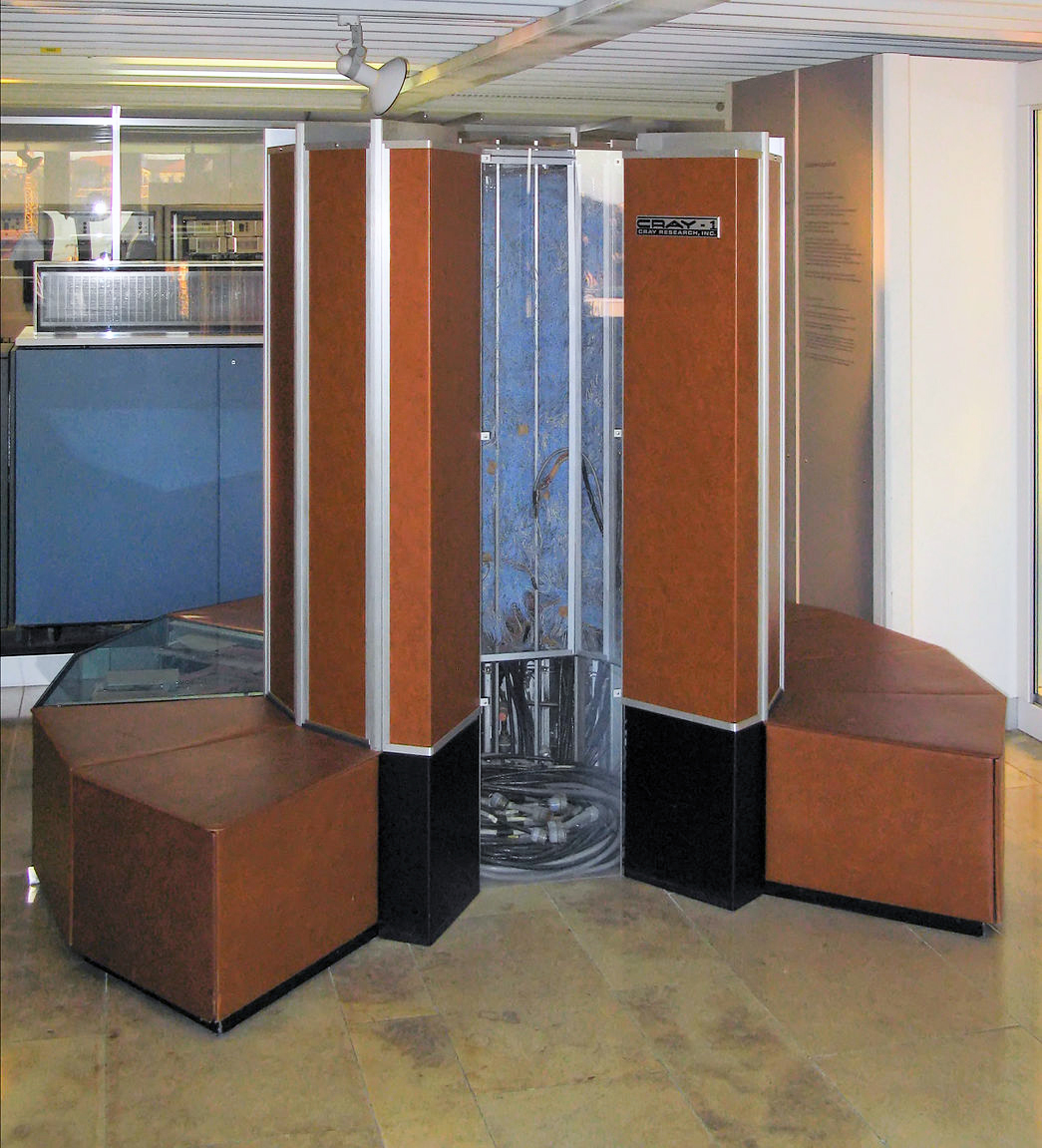
Die Cray-1 im Deutschen Museum (München)

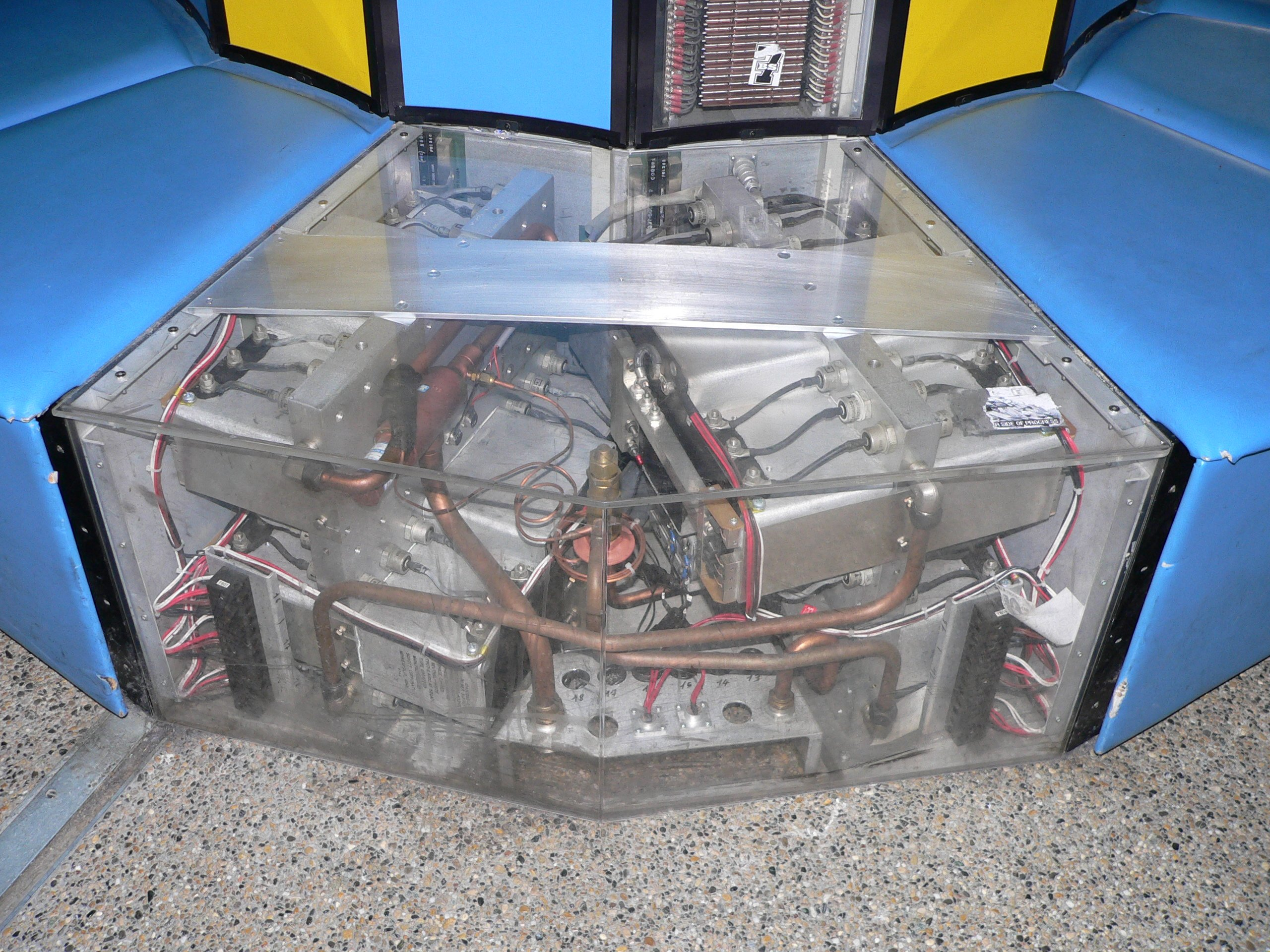
Kühlsystem der Cray-1

Das Los Alamos National Laboratory erhielt 1976 die erste Cray-1 für 8,8 Millionen US-Dollar (entspricht einem heutigen Wert von ungefähr 41.890.000 $) und nutzte den Supercomputer u. a. für Kernwaffentestberechnungen. Das National Center for Atmospheric Research (NCAR) war im Juli 1977 der erste offizielle kommerzielle Kunde der Firma Cray. NCAR bezahlte 8,86 Millionen US-Dollar, davon 1 Million für den Speicher. Diese Cray-1 wurde erst 1989 außer Betrieb genommen.
In Europa bekam im Herbst 1978 das European Centre for Medium Range Weather Forecasts (ECMWF) die erste Cray. Das Zentrum nahm mit diesem Number Cruncher 1979 mit der ersten 10-tägigen Wettervorhersage seinen Betrieb in Reading bei London auf.
Mit Preisen zwischen 5 Mio. und 8 Mio. $ wurden ungefähr 80 Cray-1 weltweit verkauft. Das US-amerikanische Air Force Systems Command (AFSC) nutzte eine Cray-1 Anfang der 1980er Jahre auch zur Berechnung von Laserentwicklungen.
1982 wurde die Cray-1 durch die 500 MFLOPS schnelle Cray X-MP abgelöst, die erste Multiprozessormaschine der Firma Cray. 1985 kam dann die sehr fortgeschrittene Cray-2 auf den Markt. Diese war schon in der Lage, 1,9 GFLOPS in der Spitze zu erreichen. Der Erfolg dieser Variante blieb jedoch aus, sodass eine etwas konservativere Maschine als Nachfolger der Cray-1 und der Cray X-MP entwickelt wurde, die ab 1988 unter dem Namen Cray Y-MP verkauft wurde.

## Beschreibung
Die Cray-1A wog einschließlich des Freon-Kühlsystems 5,5 Tonnen. Um die Kabellängen innerhalb des Gehäuses kurz zu halten (es gab keine Kabel, die länger als 1,2 Meter waren) hatte sie eine Hufeisenform. Die Cray-1A war ein Vektorrechner und beinhaltete zusätzlich 200.000 spezialisierte ECL-Schaltkreise.
Ausgestattet mit einer für damalige Verhältnisse enormen Taktfrequenz von 80 Megahertz, 64 Vektor-Registern in der Wortbreite von 64 Bit sowie einer Million sehr schnellen 64 Bit breiten Speichern (entsprechend 8 Megabyte RAM), erreichte die Cray-1A über 80 Millionen Gleitkommazahl-Operationen pro Sekunde (FLOPS). Mit einer späteren Variante der Cray-1 wurde dieser Wert sogar auf 133 MFLOPS erhöht. Vor allem durch die eine Million Speicherzellen verbrauchte die Cray-1A einschließlich Stromversorgung 115 kW. Wenn man die Kühlung dazurechnet, wird der Wert annähernd verdoppelt.
1978 wurde das erste Standardsoftwarepaket für die Cray-1 herausgegeben. Es bestand aus
- einem Betriebssystem, dem Cray Operating System (COS), welches später durch eine Cray-spezifische Unix-Variante, das UniCOS, abgelöst wurde,
- der Cray Assembler Language (CAL) und
- Cray Fortran, einem Fortran-Compiler, der als Erster vollautomatisch vektorisieren konnte.